# Parco nazionale delle montagne di Bale
Il parco nazionale delle montagne di Bale è una zona protetta situata nella regione etiope di Oromia. È stato istituito nel 1969 e protegge la più vasta area contigua di paesaggio alpino dell'Africa.
Il 18 settembre 2023 il parco è stato iscritto nella Lista dei patrimoni dell'umanità dell'UNESCO dalla quarantacinquesima sessione del Comitato del patrimonio mondiale riunito a Riad.

## Geografia
Il parco nazionale si estende su una superficie di 2471 km² e varia in altitudine dai 1550 ai 4377 m sul livello del mare. È la regione più alta dell'Etiopia meridionale ed è situato circa 420 km a sud di Addis Abeba. Gli uffici del parco si trovano nella città di Dinsho. Entro i suoi confini si innalza il Tulu Dimtu, che, con i suoi 4377 m, è la seconda vetta più alta dell'Etiopia.

## Fauna
Il parco è considerato uno dei cosiddetti hotspot di biodiversità, in quanto le comunità di Specie locale si sono sviluppate nel più completo isolamento.
Il lupo etiope, qui diffuso, è considerato particolarmente raro e degno di protezione. Il parco nazionale ospita circa metà della popolazione totale, costituita da appena 450 esemplari. La Società zoologica di Francoforte, così come lo staff dell'Ethiopian Wolf Conservation Programm (EWCP) in collaborazione con l'Università di Oxford, il governo etiopico e la National Geographic Society sono attualmente all'opera per cercare di preservare questa specie. Tra le altre specie degne di nota qui presenti ricordiamo il nyala di montagna e il cercopiteco grigioverde, nonché nove specie endemiche di roditori, compreso il topo di Nikolaus (Megadendromus nikolausi) e il ratto talpa gigante (Tachyoryctes macrocephalus). Delle 78 specie di mammiferi segnalate nel parco nazionale, 20 sono endemiche dell'Etiopia.
Nel parco sono state censite più di 280 specie di uccelli, tra cui sette delle 17 specie endemiche dell'Etiopia: l'unghialunga d'Abissinia, il pappagallo frontegialla, la pavoncella pettomacchiato, il lucarino d'Abissinia, l'uccello gatto d'Abissinia, il picchio d'Abissinia e il parisoma di Bale. Tra le altre specie di uccelli degne di nota vi sono molti rapaci, come l'aquila anatraia maggiore, l'aquila imperiale, l'aquila di Verreaux, l'aquila rapace, l'aquila delle steppe, l'albanella pallida, la poiana augure, il lanario, il grillaio e il gipeto. Ma anche la gru caruncolata e il rallo di Rouget trovano dimora nel parco.

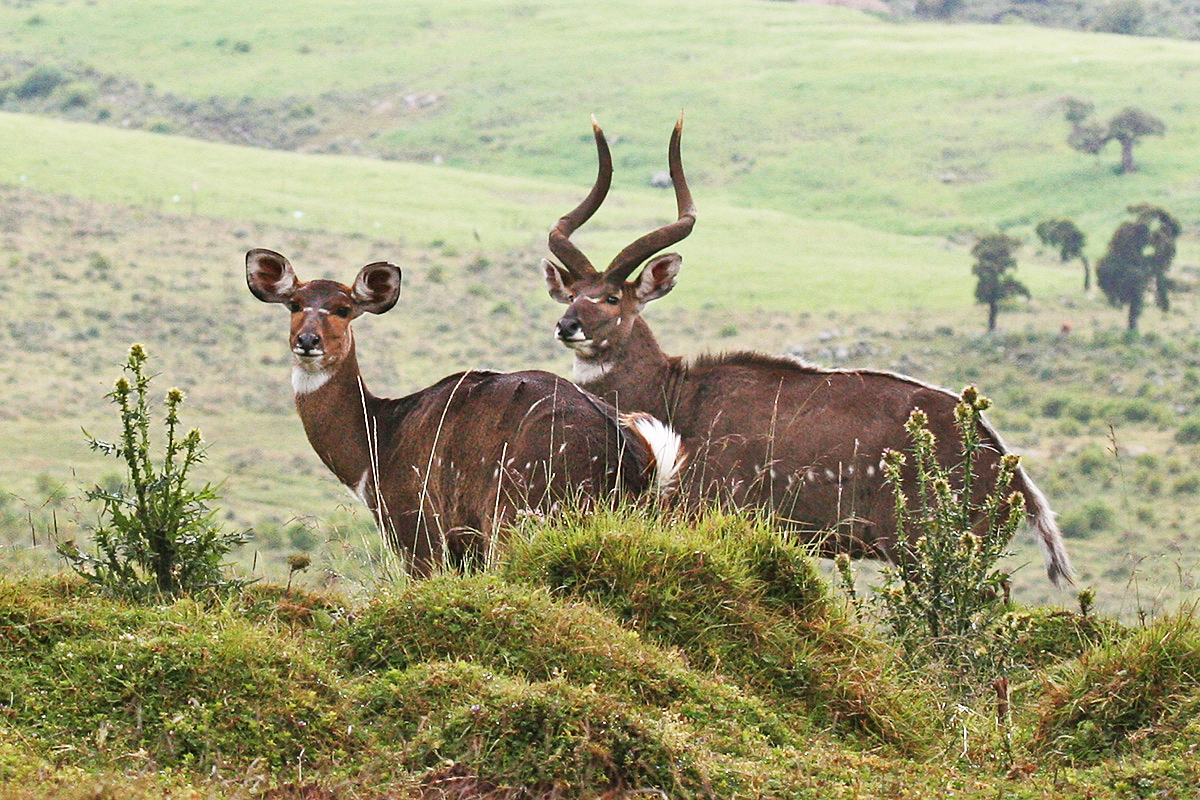
Nyala di montagna
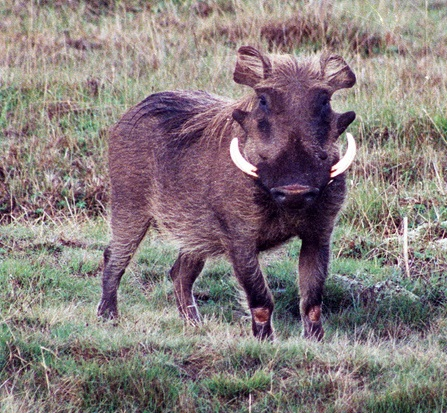
Facocero
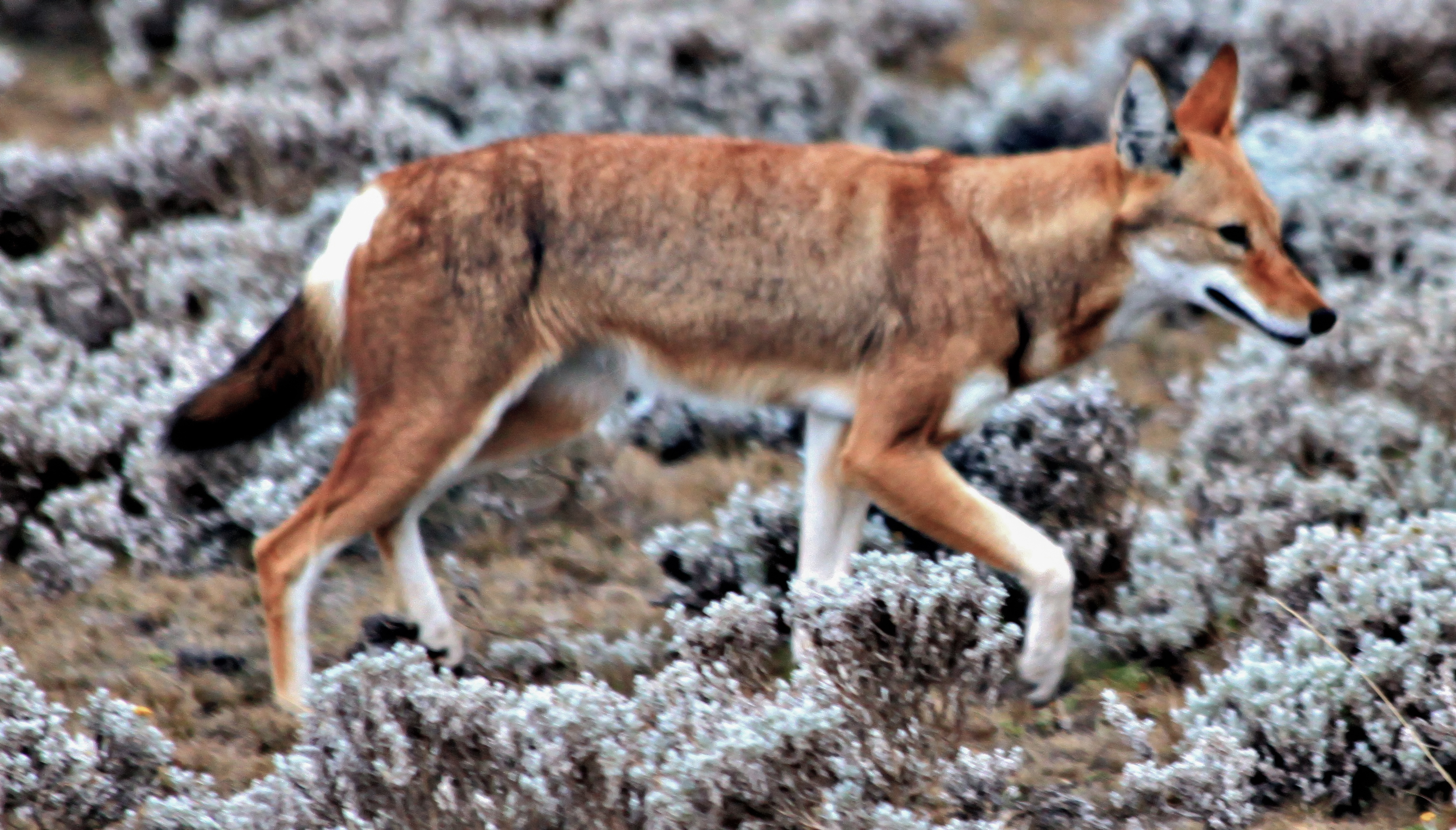
Lupo etiope
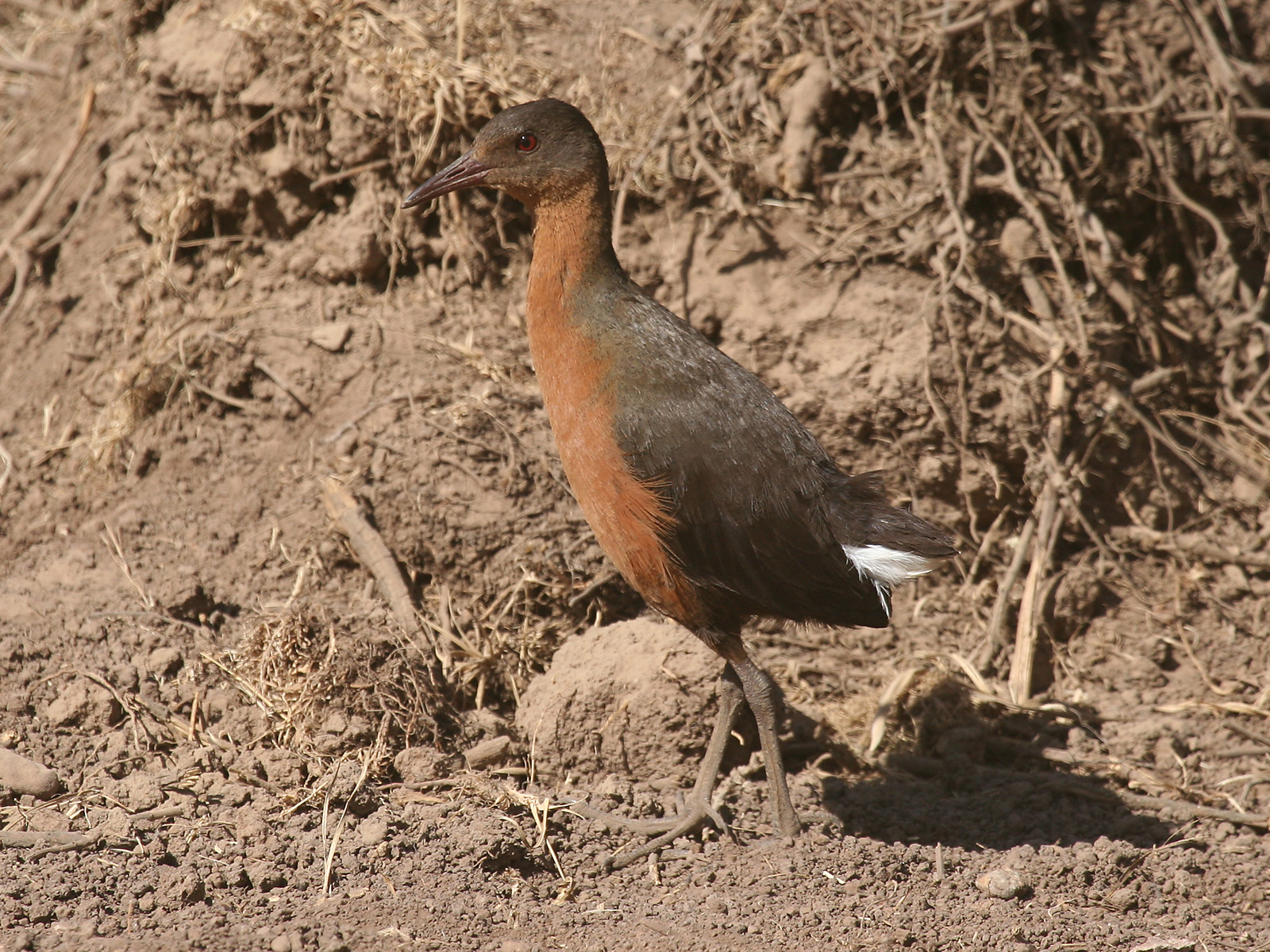
Rallo di Rouget